# Sanchang (köpinghuvudort i Kina, Jiangsu Sheng, lat 31,89, long 121,24)
Sanchang är en köpinghuvudort i Kina. Den ligger i provinsen Jiangsu, i den östra delen av landet, omkring 230 kilometer öster om provinshuvudstaden Nanjing. Antalet invånare är 72 413. Befolkningen består av 39 085 kvinnor och 33 328 män. Barn under 15 år utgör 9,0 %, vuxna 15-64 år 72 %, och äldre över 65 år 17,0 %.
Närmaste större samhälle är Fu'an, 13,0 km nordost om Sanchang. Trakten runt Sanchang består till största delen av jordbruksmark.
Genomsnittlig årsnederbörd är 1 510 millimeter. Den regnigaste månaden är augusti, med i genomsnitt 205 mm nederbörd, och den torraste är januari, med 45 mm nederbörd.